# 2024年羅馬尼亞總統選舉
2024年羅馬尼亞總統選舉於11月24日舉行首輪選舉，是該國在1989年革命後第9次總統選舉。羅馬尼亞憲法規定，總統連選得連任一次，時任總統克劳斯·约翰尼斯於2014年選舉中當選並在2019年選舉時連任，他應在2024年12月結束任期并不得再次连任。
在首輪選舉中，無黨籍極右派民族主义候選人克林·杰奥尔杰斯库爆冷領先其餘候選人，而拯救羅馬尼亞聯盟候選人埃列娜·拉斯科尼則位居第二。由於無人獲得過半選票，兩人進入決選，原預計在12月8日舉行。
此次選舉是自2000年羅馬尼亞大選以来，民族主义候选人首次进入第二轮选举，而非国家自由党或现已解散的民主自由党。这也是后共产主义时期社会民主党首次未能进入决选。 
兼任最高國防委員會主席的總統约翰尼斯指控俄罗斯涉嫌干預選舉並支持克林·杰奥尔杰斯库。羅馬尼亞憲法法院為此下令重新計票，並在12月2日正式確認選舉結果。
12月6日，憲法法院推翻了先前判決，宣布首輪選舉作廢，原定於12月8日的次輪選舉也因此取消。羅馬尼亞政府稱，克林·杰奥尔杰斯库涉嫌在TikTok上獲得了超過100萬歐元的非法政治獻金。
隔年1月，政府宣布在2025年5月時再次舉行選舉。

## 背景
2022年時，因有時任總統克劳斯·约翰尼斯將被任命為北約秘書長的傳言，若他轉任秘書長則選舉將提前至2023年。但北約秘書長最終由荷兰前首相馬克·呂特擔任。
在跟議會各黨協商後，總理馬切爾·喬拉庫宣布在2024年11月24日舉行首輪總統選舉、12月4日舉行國會選舉、12月8日舉行次輪選舉。

## 候選人

### 国家自由黨
時任总统克劳斯·约翰尼斯由於已於2019年成功連任，故無法再次競選連任，故該黨需另尋總統候選人。前总理暨國家自由黨前黨魁卢多维克·奥尔班曾表示不排除參選，而前總理弗洛林·克楚在2021年時表示他不考慮參選。此外，党内其他领袖还考虑提名克劳斯·约翰尼斯卸任总统后出任总理。 
國家自由黨最終在2024年9月15日提名前總理尼古拉·丘克參選總統。

### 社会民主党
2021年4月時，時任社会民主党党魁馬切爾·喬拉庫在受訪時表示自己可能不會在2024年參選總統。而众议院议员亚历山德鲁·拉斐拉未明確表態。前总理索林·葛林多努表示，该党将在2024年的所有选举（立法、地方、欧洲议会和总统选举）中“力争获胜”，并且不排除推舉曾在2009年總統選舉參選的米尔恰·杰瓦讷。 
米尔恰·杰瓦讷在2022年時表態參選，但未獲黨內支持。2024年8月24日，馬切爾·喬拉庫在代表大会上獲提名參選总统。

### 拯救罗马尼亚联盟
曾參選2019年總統選舉的聯合黨魁丹·巴尔纳受访時表示他不排除參選；而另一聯合黨魁達奇安·喬洛什表示他考虑参选。
2024年6月29日，在聯盟代表大会上，新当选的党魁埃列娜·拉斯科尼獲提名參選總統。

### 人民运动党
在2021年初当选党魁的克里斯蒂安·迪亚科内斯库被指定为该党的总统候选人。一些分析人士认为，該黨黨员米哈伊尔·内亚姆楚可能会以無黨籍參選的同時獲該黨支持 2022年3月23日，克里斯蒂安·迪亚科内斯库被開除黨籍，他随后宣布以無黨籍參選。 

### 右翼力量
2022年6月28日，曾任罗马尼亚总理、前国家自由黨黨魁，现任右翼力量黨魁卢多维克·奥尔班宣布他将参選总统，并表示不會支持其他候选人。 2024年11月18日，奥尔班宣布退选并支持拯救罗马尼亚联盟的埃列娜·拉斯科尼。 尽管他退选，但他的名字仍會出現在选票上。

### 罗马尼亚生态党
該黨於2024年10月28日宣布支持克里斯蒂安·迪亚科内斯库。

### 罗马尼亚人联盟
罗马尼亚人团结联盟提名乔治·西米翁參選。

### SOS罗马尼亚
羅馬尼亞憲法法院取消了SOS罗马尼亚候选人迪安娜·绍斯瓦克的參选资格，認為他的言論及行為“系统性地”违反了该国加入欧洲-大西洋结构的宪法基础，但未给出具体理由支持該主张。这使罗马尼亚人民的言论及投票自由受到质疑。对此，绍斯瓦克称“这证明美国、以色列和欧盟在罗马尼亚大选开始前就密谋操纵选举”。
法庭的裁决在各党派间产生分歧，有人批评该裁决存有政治动机、不民主且腐败。包括国家自由黨也持同样观点，该党因该裁决而结束了与社会民主党的执政联盟。国家自由黨黨魁 尼古拉·丘克称，法院的裁决表明社会民主党 参与其中并危及罗马尼亚的民主，而社会民主党主席馬切爾·喬拉庫则表示，法院应该进行改革。 

### 卡林·乔治斯库
羅馬尼亞民族主義者卡林·喬治斯庫曾是罗马尼亚民族团结联盟成员，以無黨籍参选。他主要藉由TikTok宣传。 

## 競選時程
第一轮选举活动于东欧时间2024年10月25日开始，于11月23日7:00结束。 

## 選舉議題

### 基督教民族主義
基督教和愛國主義在羅馬尼亞文化扮演重要角色，並成為競選的主軸。卡林·喬治斯庫因其宗教民族主义和使用TikTok而被稱为“TikTok救世主”。由於他宣揚愛國主義和保守主义等價值觀，他獲得了宗教人士的支持。

### 貪汙腐敗
卡林·喬治斯庫和埃列娜·拉斯科尼等人批評罗马尼亚政府的腐败，这讓他們獲得支持。乔治斯库指责主流政党，特别是社会民主党与民族自由党组成的羅馬尼亞國家聯盟助长了腐败。 

### 地缘政治
拉斯科尼主张与美国、欧盟和北约保持紧密联系，同时反对俄罗斯。而乔治斯库则表示，他主张罗马尼亚在地缘政治上應採取不结盟运动， 而他也承诺终止对乌克兰的军事援助。 
首輪選舉结束后，埃琳娜·拉斯科尼表示，罗马尼亚正处于“一场历史性的对抗中，一方是维护罗马尼亚年轻的民主……另一方是那些想让罗马尼亚重返俄罗斯势力范围”。她指责卡林·喬治斯庫是一个孤立主义者和“弗拉基米尔·普京的公开崇拜者”。乔治斯库否认自己是极端分子或法西斯分子，并表示自己完全忠于罗马尼亚人民。他認為羅馬尼亞與歐洲價值息息相關，但也要找到自己的價值觀。

### LGBT權利
LGBT权利是此次選舉的主要议题。在次輪選舉前，LGBT权利组织强烈支持拉斯科尼。而乔治斯库则明确反對LGBT權利運動。 
拉斯科尼曾表示他在2018年羅馬尼亞憲法公投中反對同性婚姻。在其女斥责她恐同後，拉斯科尼改變了立场，表示她并不反对同志伴侣民事结合或是结婚，同时表示她的政党对性少數群体保持开放。

## 辯論
首輪選舉辩论會于10月28日开始，于11月21日播出最終場辯論。共进行了38场广播辩论：30场电视辩论、6场广播辩论和3场線上辩论。

## 選舉結果

### 首輪（作廢）
卡林·喬治斯庫與埃列娜·拉斯科尼的結果超出民意调查的预期。总理馬切爾·喬拉庫表现不佳，是1989年羅馬尼亞革命後，社会民主党總統候选人首次無法進入次轮投票。国家自由党取得了有史以来最差的成绩，尼古拉·丘克最终以 8.79% 的得票率名列第五。右翼民粹主義者喬治·西米翁成绩同样不佳，此前他聲勢看好，被認為能進入次輪選舉。 
投票率為52.56%，高于2019年選舉，共約940萬名選民投票。
| 各县首轮结果 各乡、鎮、市首轮结果 第一輪各乡、鎮、市的投票率       |                                  |            |       |
| 候選人                                                             | 政黨                             | 首輪得票   | %     |
| 卡林·喬治斯庫                                                      | 無黨籍                           | 2,120,401  | 22.94 |
| 埃列娜·拉斯科尼                                                    | 拯救羅馬尼亞聯盟                 | 1,772,500  | 19.18 |
| 馬切爾·喬拉庫                                                      | 社会民主党                       | 1,769,760  | 19.15 |
| 喬治·西米翁                                                        | 罗马尼亚人团结联盟               | 1,281,325  | 13.86 |
| 尼古拉·丘克                                                        | 国家自由党                       | 811,952    | 8.79  |
| 米尔恰·杰瓦讷                                                      | 羅馬尼亞復興運動                 | 583,898    | 6.32  |
| 凯莱门·胡诺尔                                                      | 羅馬尼亞匈牙利人民主聯盟         | 416,353    | 4.50  |
| 克里斯蒂安·迪亚科内斯库                                            | 無黨籍                           | 286,842    | 3.10  |
| 克里斯蒂安·泰尔海什                                                | 羅馬尼亞國家保守黨               | 95,782     | 1.04  |
| 安娜·比爾卡爾                                                      | 無黨籍                           | 42,853     | 0.46  |
| 卢多维克·奥尔班                                                    | 右翼力量                         | 20,089     | 0.22  |
| 塞巴斯蒂安·波佩斯库                                                | 新羅馬尼亞黨                     | 14,683     | 0.16  |
| 亚历山德拉·珀库拉鲁                                                | Alternative for National Dignity | 14,502     | 0.16  |
| 西尔维乌·普雷多尤                                                  | National Action League Party     | 11,246     | 0.12  |
| 有效票數                                                           | 有效票數                         | 9,242,186  | 97.64 |
| 無效票數                                                           | 無效票數                         | 223,071    | 2.36  |
| 總票數                                                             | 總票數                           | 9,242,186  | 100   |
| 已登記選民／投票率                                                 | 已登記選民／投票率               | 18,008,480 | 52.56 |
| 來源：Permanent Electoral Authority （页面存档备份，存于）（首輪） |                                  |            |       |

## 後續

第一輪總統選舉中社民黨、自由黨和民主自由黨（已解散）候選人的選舉表現。

未能进入决选后，馬切爾·喬拉庫因未進入決選而辞去社会民主党黨魁职，但他仍續任总理，直到12月1日國會選舉后新政府成立。 尼古拉·丘克因未進入決選而辞去国家自由党黨魁。 
卡林·喬治斯庫因社群媒體而有所斬獲，馬切爾·喬拉庫呼籲調查他在TikTok上的政治獻金。歐洲議會議員暨復興歐洲領袖瓦莱丽·阿耶呼籲TikTok的CEO依據《數位服務法案》回答该平台在选举中扮演何種角色。 国家电信监管机构Ancom則調查Tiktok是否涉嫌操纵选举。总统克劳斯·约翰尼斯也指责TikTok未能将乔治斯库的账号标记为政治候选人，TikTok否认偏袒乔治斯库。
罗马尼亚數个城市爆发了针对乔治斯库的抗议。罗马尼亚新闻机构G4 Media的分析发现，乔治斯库组建了“宣传机器”，讓数千名所谓的“志愿者”来散播他的竞选資訊。G4 Media补充，参与者在Telegram上收到了预備好的素材，可以很容易地作为评论发布在TikTok和其他社群平台。Tiktok表示，他们已经关闭了数家干涉罗马尼亚选举的网路。 歐盟於12月17日宣布對TikTok涉嫌操弄選舉進行調查。
11月27日，两位候选人塞巴斯蒂安·波佩斯库和克里斯蒂安·泰尔海什向罗马尼亚宪法法院请求撤销首轮选举结果。11月28日，法院一致裁定全部选票重新计票，并决定是否取消预计于12月2日公布的选举结果。泰尔海什在上诉中指责拯救罗马尼亚联盟在投票當日仍違法向海外选民竞选，并声称投给卢多维克·奥尔班的选票被移给埃列娜·拉斯科尼。波佩斯库指责宣称自己没有花费任何竞选费用的卡林·喬治斯庫未披露与Tiktok的金錢關係。
中央选举委員會随后表示，原始选票应于12月3日前送达。此外，最高国防委员会召开会议，要求调查克林·乔治斯库涉嫌袭击选举基础设施和非法竞选活动。 乔治斯库否认指控，而拉斯科尼则批评重新计票，呼吁中央选举局明智处理这一过程。 

## 選舉作廢
12月2日，宪法法院一致确认首轮选举结果，并宣布次輪選舉维持在12月8日。然而，在总统约翰尼斯允许最高国防委员会解密資料后，法院于12月6日推翻判决，宣布选举结果无效。新選舉可能在2025年3至5月間舉行。
罗马尼亚情报局称，乔治斯库称他的“竞选预算为零元”，但随后调查显示，他有第三方未申报的100万欧元捐款。这促使法院宣布选举结果无效。对此，馬切爾·喬拉庫称選舉作廢是正确的决定。俄罗斯政府干预选举的报道被广泛报道，包括政府支持的网络攻击，华盛顿邮报稱選舉作廢为非比寻常的一步。
總統克劳斯·约翰尼斯表示尊重法院判決，並稱自己將在12月21日任期結束後留任，直至新任總統就職。
議會選舉後第二屆喬拉庫內閣成立，隨後內閣決議在2025年5月時再次選舉。